# Marcenaro (calciatore)
 Marcenaro (fl. XX secolo) è stato un calciatore italiano, di ruolo centrocampista.

## Carriera
Con la Fortitudo Roma disputa 4 gare nel campionato di Prima Divisione 1922-1923.